# Feinwerkbau

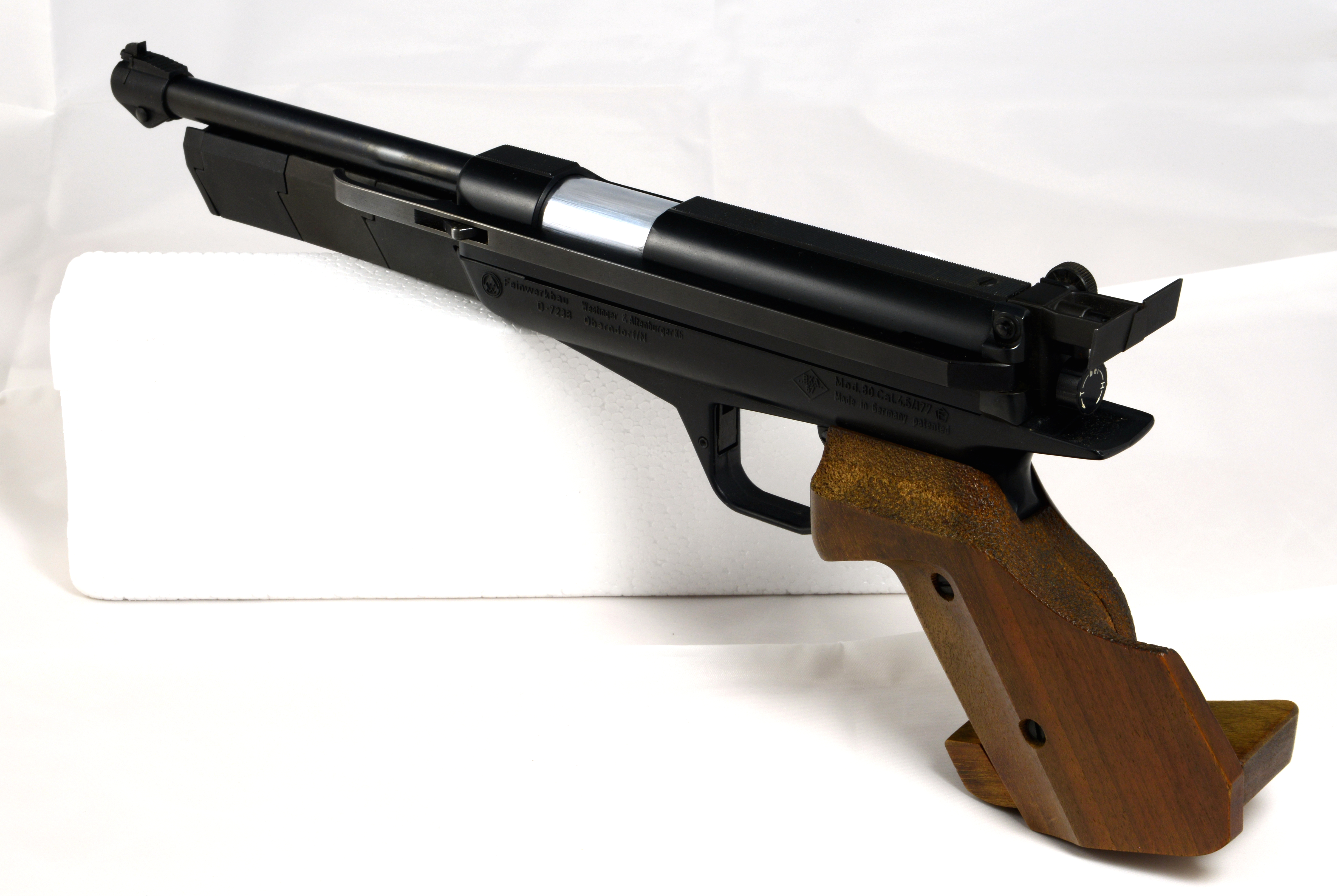
Feinwerkbau, Mod. 80

Feinwerkbau GmbH – niemieckie przedsiębiorstwo produkujące sportową broń palną i pneumatyczną. 
Przedsiębiorstwo zostało założone w 1949 roku w Oberndorfie przez Karla Westingera i Ernsta Altenburgera. Początkowo zajmowało się produkcją wyrobów mechaniki precyzyjnej dla innych firm. W 1956 roku w Feinwerkbau rozpoczęto produkcję jednostrzałowego karabinu pneumatycznego. W 1965 roku przedsiębiorstwo rozpoczęło produkcję pistoletów pneumatycznych. Od 1990 roku przedsiębiorstwo produkuje małokalibrową broń palną. W następnych latach ofertę firmy rozszerzono o broń czarnoprochową – replikę rewolweru Rogers-Spencer i jednostrzałowego pistoletu z zamkiem Billinghursta.